# 菊川人吾
菊川 人吾（きくかわ じんご、1970年〈昭和45年〉3月13日 - ）は、日本の経産官僚。

## 来歴
大阪府生まれ。和泉市で育ち、大阪府立三国丘高等学校を経て、1993年（平成5年）、京都大学農学部を卒業。1994年（平成6年）、京都大学農学部大学院修士課程を中退し、通商産業省に入省。入省後、通商政策、環境政策、中堅・中小企業政策、経済安全保障政策などに携わり、TPP関連法案、5G推進法、経済安全保障推進法の制定や事業承継税制の抜本拡充を担当し、石川県商工労働部産業政策課長、外務省在ジュネーブ日本政府代表部参事官、国際貿易機関（WTO）TBT委員会議長、中小企業庁事業環境部金融課長、同財務課長、経済再生担当大臣兼TPP担当大臣秘書官、商務情報政策局情報産業課長、製造産業局総務課長などを歴任。
2021年（令和3年）7月1日、内閣官房内閣参事官（内閣官房副長官補付）兼内閣官房情報通信技術（IT）総合戦略室次長（同年8月31日まで）に就任。同年9月1日、デジタル庁統括官付参事官に就任。同年11月12日、内閣官房気候変動対策推進室参事官に就任。2022年（令和4年）7月27日、内閣官房GX実行推進室参事官に就任。2023年（令和5年）4月7日、内閣官房観光立国推進室参事官に就任。内閣官房において、ベンチャー型事業承継に携わった。同年7月4日、経済産業省大臣官房審議官（経済産業政策局担当）に就任。
2024年（令和6年）7月1日、イノベーション・環境局長に就任。

## 年譜
- 1993年（平成5年）- 京都大学農学部卒業[4]
- 1994年（平成6年）
  - 京都大学農学部大学院修士課程中退[5]
  - 通商産業省入省[4]
- 2001年（平成13年）- コロンビア大学大学院（MPA行政経営学修士）修了[5]
- 2003年（平成15年）7月 - 石川県商工労働部産業政策課長[1]
- 2006年（平成18年）7月 - 経済産業省商務情報政策局サービス政策課長補佐[1]
- 2007年（平成19年）6月 - 経済産業省通商政策局通商機構部参事官補佐[1]
- 2009年（平成21年）5月 - 経済産業省産業技術環境局環境政策課長補佐（政策企画委員）[1]
- 2010年（平成22年）1月 - 経済産業省大臣官房会計課長補佐（政策企画委員）[1]
- 2011年（平成23年）6月 - 外務省在ジュネーブ日本政府代表部参事官[1]
- 2014年（平成26年）7月 - 中小企業庁事業環境部金融課長[1]
- 2016年（平成28年）
  - 1月 - 経済産業省大臣官房付[1]
  - 1月 - 内閣府特命担当大臣秘書官事務取扱（石原伸晃大臣）[1]
- 2017年（平成29年）8月 - 中小企業庁事業環境部財務課長[1]
- 2018年（平成30年）7月 - 経済産業省商務情報政策局情報産業課長[1]
- 2020年（令和2年）7月 - 経済産業省製造産業局総務課長[1]
- 2021年（令和3年）
  - 7月 - 内閣官房内閣参事官（内閣官房副長官補付）[1][8]
  - 7月 - 内閣官房情報通信技術（IT）総合戦略室次長[8]
  - 9月 - デジタル庁統括官付参事官[9]
  - 11月 - 内閣官房気候変動対策推進室参事官[10]
- 2022年（令和4年）7月 - 内閣官房GX実行推進室参事官[11]
- 2023年（令和5年）
  - 中央大学法学部卒業（通信課程）[5]
  - 7月 - 経済産業省大臣官房審議官（経済産業政策局担当）[1][14]
- 2024年（令和6年）7月 - 経済産業省イノベーション・環境局長[4]